# Fabrice Hadjadj
Fabrice Hadjadj (Nanterre, 1971.) francuski je spisatelj i filozof.

## Životopis
Rođen je židovskoj obitelji porijeklom iz Tunisa. U mladosti je bio ateist, a 1998. godine obratio se na katoličanstvo. Predaje filozofju i teoriju književnosti na Sveučilištu u Toulonu i ravnatelj je Europskog Instituta za antropološka proučavanja Philanthropos u Fribourgu. Autor je niza knjiga kršćanskog nadahnuća.

## Djela
- Dubina spolova : mistika tijela [1]
- Vjera zlih duhova : ili ateizam koji je premašen [2]
- Raj na vratima : ogled o radosti koja uznemiruje [3]
- Uskrsnuće : upute za uporabu [4]
- Kako danas govoriti o Bogu? : antipriručnik za evangelizaciju [5]
- Kad se sve tako ima raspasti : razmišljanja o svršetku kulture i moderniteta [6]
- Što je to obitelj? : slijedom transcendencije u gaćama i drugih ultraseksističkih pogleda [7]
- Kako uspjeti u smrti : antimetoda za življenje [8]
- Blagodat je biti rođen u ovo vrijeme : za apostolat apokalipse [9]
- Biti otac sa svetim Josipom : mali vodič za pustolove postmodernih vremena [10][11]
- Zemlja staza nebeska : smisao pustolovine zemaljskog života [12]
- Zadnje vijesti o čovjeku (uključujući i žene) : kronike najavljene propasti [13]

## Vanjske poveznice
Mrežna mjesta
- Luka Sinković, Demonska vjera u filozofiji Fabricea Hadjadja (2019.)
- www.philanthropos.org